# مسطح (الطيال)

تعديل مصدري - تعديل

مسطح هي إحدى قرى عزلة جبل اللوز بمديرية الطيال التابعة لمحافظة صنعاء، بلغ تعداد سكانها 414 نسمة حسب تعداد اليمن لعام 2004.